# Isztimér
Isztimér là một thị trấn thuộc hạt Fejér, Hungary. Thị trấn này có diện tích 53,88 km², dân số năm 2010 là 967 người, mật độ 18 người/km².